# Great DJ
«Great DJ» (traducido al español como "DJ Genial") es el nombre del tercer sencillo de la banda inglesa de indie pop, The Ting Tings. El sencillo originalmente fue lanzado como un doble lado A junto con "That's Not My Name."
Cuando "Great DJ" fue relanzado no entró a las listas del Reino Unido sino hasta 1 semana después de que gracias al reestreno individual del sencillo "That's Not My Name" se posicionara en el #1.
La funda para la cubierta del sencillo fue de hecho reciclada: Katie White y Jules De Martino reunieron antiguos discos de 7" de numerosos mercadillos y tiendas de caridad en Mánchester y sus afueras, las voltearon al revés y las personalizaron para crear nuevas fundas para este sencillo.
"Great DJ" fue usado para ambientar la premier de temporada de dos horas de duración del nuevo programa 90210. "Shut Up and Let Me Go" también fue incluido. La canción también aparece en la banda sonora de American Teen. "Great DJ" también se incluyó en el tráiler del filme de 2008 Slumdog Millionaire.
La canción usa samples de los acordes y ritmo de baterías del éxito de 1978 de Eddie Money Baby Hold On.[cita requerida]

## iTunes Free Single
"Great DJ" fue nombrado como el sencillo gratis de la semana de iTunes en Canadá donde recibió un puntaje de 3 1/2 estrellas.

## Lista de canciones
Estreno original (2007, Switchflicker)
1. «That's Not My Name» - 3:43
2. «Great DJ» - 3:23

CD 1 (2008, Columbia)
1. «Great DJ» - 3:23
2. «Great DJ» (Calvin Harris Remix Edit)" - 6:37
3. «Great DJ» (7th Heaven Radio Edit)" - 3:31

CD 2 (2008, Columbia)
1. «Great DJ» (Calvin Harris Remix) - 7:05
2. «Great DJ» (7th Heaven Remix) - 6:38
3. «Great DJ» (7th Heaven Dub) - 6:53

## Posicionamientos
| Listas (2008)                      | Posición |
| ---------------------------------- | -------- |
| Australian ARIA Singles Chart      | 52       |
| Brazil Hot 30 Dance Club Play      | 2        |
| Chilean Singles Chart              | 63       |
| Irish Singles Chart                | 35       |
| Italian Singles Chart              | 47       |
| Japanese Hot 100 Singles Chart     | 5        |
| UK Singles Chart                   | 33       |
| U.S. Billboard Hot Dance Club Play | 9        |

## Miscelánea
- La canción fue versionada en noviembre de 2008 para el anuncio publicitario de la campaña navideña "Movistar 123" contando con una animación de los ya famosos duendes Movistar de la empresa homónima en México.[4]
- La canción se utilizó como trasfondo para la publicidad de 90210 por Sony en Latinoamérica.
- Fue utilizado en Chile para una campaña de zapatillas Skechers.